# Linköping község
Linköping község (svédül: Linköpings kommun) Svédország 290 községének egyike. Östergötland megyében található, székhelye Linköping.

## Települések
A község települései:
| Település  | Népesség | Megjegyzés         |
| ---------- | -------- | ------------------ |
| Askeby     | 452      |                    |
| Bankekind  | 390      |                    |
| Berg       | 1229     |                    |
| Bestorp    | 449      |                    |
| Brokind    | 526      |                    |
| Ekängen    | 1100     |                    |
| Gistad     | 285      |                    |
| Linghem    | 205      |                    |
| Linköping  | 116851   | a község székhelye |
| Ljungsbro  | 6510     |                    |
| Malmslätt  | 5358     |                    |
| Nykil      | 313      |                    |
| Rappestad  | 249      |                    |
| Sjögestad  | 295      |                    |
| Skeda udde | 253      |                    |
| Slaka      | 539      |                    |
| Sturefors  | 2228     |                    |
| Vikingstad | 2072     |                    |
| Västerlösa | 214      |                    |